# Diapetimorpha carpocapsae
Diapetimorpha carpocapsae är en stekelart som först beskrevs av William Harris Ashmead 1896.  Diapetimorpha carpocapsae ingår i släktet Diapetimorpha och familjen brokparasitsteklar. Inga underarter finns listade i Catalogue of Life.